# Senecio meyeri-johannis
Senecio meyeri-johannis là một loài thực vật có hoa trong họ Cúc. Loài này được Engl. miêu tả khoa học đầu tiên năm 1892.